# Boghești
Boghești – wieś w Rumunii, w okręgu Vrancea, w gminie Boghești. W 2011 roku liczyła 345
mieszkańców.